# Ayumi Uekusa
Ayumi Uekusa (植草 歩, Uekusa Ayumi) est une karatéka japonaise née le 25 juillet 1992. Elle a remporté la médaille d'or en kumite plus de 68 kg aux Jeux mondiaux de 2013 à Cali. Elle a également obtenu une médaille de bronze dans cette même catégorie aux championnats du monde de karaté 2012 à Paris, aux Jeux asiatiques de 2014 à Incheon et aux championnats du monde de karaté 2014 à Brême. 
Elle est médaillée d'argent en plus de 68 kg et par équipes aux Championnats du monde de karaté 2018 à Madrid.